# Elmswell (East Riding of Yorkshire)
Elmswell – osada w Anglii, w hrabstwie East Riding of Yorkshire. Leży 32 km na północ od miasta Hull i 279 km na północ od Londynu. Elmswell jest wspomniana w Domesday Book (1086) jako Elmesuuelle/Helmesuuelle.